# Surberg
Surberg es un municipio situado en el distrito de Traunstein, en el estado federado de Baviera (Alemania). Tiene una población estimada, a finales de 2021, de 3399 habitantes.
Está ubicado al sureste del estado, en la región de Alta Baviera, en la ladera de los Alpes cerca de la orilla del lago Chiem, y de la frontera con Austria.